# 加無山県立自然公園
加無山県立自然公園（かぶさん-けんりつしぜんこうえん）は、山形県北部の真室川町を中心として、秋田県との県境にかけて広がる、山形県の県立自然公園である。地元では通称、甑岳（こしきだけ）と総称される地域である。面積は8,502haにも及ぶ。

## 概要
真室川町および金山町北部の広い地域を占めている。出羽山地に属し、栗駒国定公園と鳥海国定公園に隣接し、それを繋ぐ形で公園が設定されている。中心となるのは男加無山（標高997m）。他に、女加無山（標高924m）、丁岳(ひのとだけ)（標高1,145.6m）、男甑山（標高981m）、女甑山（標高979m）等がある。
人家から離れた開発されていない原生林が多く、クマタカが多く生息しており、イヌワシの営巣地とも推定されている。この公園内には「女甑山の大カツラ、滝の沢の一本杉(林野庁森の巨人たち百選)」を始め、いくつもの日本一の巨木が存在している他、高山植物の花畑や、公園外の秋田県側だが、孤立した貴重な生態系が息づく名勝沼が存在する。
山岳信仰の地でもあり、男加無山の烏帽子岩など修験にまつわる旧跡が多い。難読地名で知られる奥羽本線及位駅も、加無山県立自然公園内にあり、及位（のぞき）の地名は修験道に由来し、かつてはマタギの里でもあった。及位の山岳修験は、雄勝峠や甑峠を越える旅人に無理やり読経をし、金品を要求する行為が横行していることを理由に禁止され、廃れていった。
山形県と秋田県とを結ぶ動脈である国道13号雄勝峠、主寝坂峠も加無山県立自然公園にある。

## アクセス
真室川町立大滝小学校跡（2007年3月閉校）裏手から入る「大滝加無山林道」、鏡沢から入る「前森山林道」が一般的である。甑峠は由利本荘市切留へと続いており、かつては新庄藩と矢島藩を結ぶ「矢島街道」の一部であった。本来の矢島街道は、朴ノ木沢から甑峠を経由して秋田に抜けるのだが、朴ノ木沢の道は廃道化して藪に埋もれ、通行不能となっている。
秋田県側からも、由利本荘市笹子（じねご）から大平キャンプ場を通って丁岳へ向かう登山道がある。